# Аветисян, Арсен Липаритович
Арсе́н Липари́тович Аветися́н (арм. Արսեն Լիպարիտի Ավետիսյան; род. 8 октября 1973, Ереван) — советский и армянский футболист, игрок сборной Армении, нападающий. Лучший бомбардир европейских чемпионатов 1995 года.

## Клубная карьера
Выступал в основном за армянские и российские футбольные клубы. Долгое время (1992—2007 гг. с перерывами) был игроком сборной Армении.
Рекордсмен чемпионатов Армении по забитым мячам. Лучший бомбардир чемпионатов Армении 1994 (39 голов), 1995 (12 голов), 1996/97 (24 гола).
Является лучшим бомбардиром за всю историю чемпионатов Армении в Премьер-лиги (с 1992 года): 198 голов.

## Достижения

### Командные
«Киликия»
- Чемпион Армении (3): 1992, 1995/96, 1996/97
- Серебряный призёр Чемпионата Армении (2): 1994, 1995
- Обладатель Кубка Армении (1): 1995/96
- Финалист Кубка Армении (2): 1992, 1996/97
- Обладатель Суперкубка Армении (1): 1997

«Пюник»
- Чемпион Армении (2): 2006, 2007

«Гандзасар»
- Бронзовый призёр Чемпионата Армении (1): 2008, 2011

### Личные
- Золотая бутса (1): 1995 (приз не вручался)
- Лучший бомбардир чемпионата Армении (3): 1994, 1995, 1996/97
- Футболист года в Армении (1): 1994